# Globe céleste
Pour les articles homonymes, voir Globe céleste (homonymie).

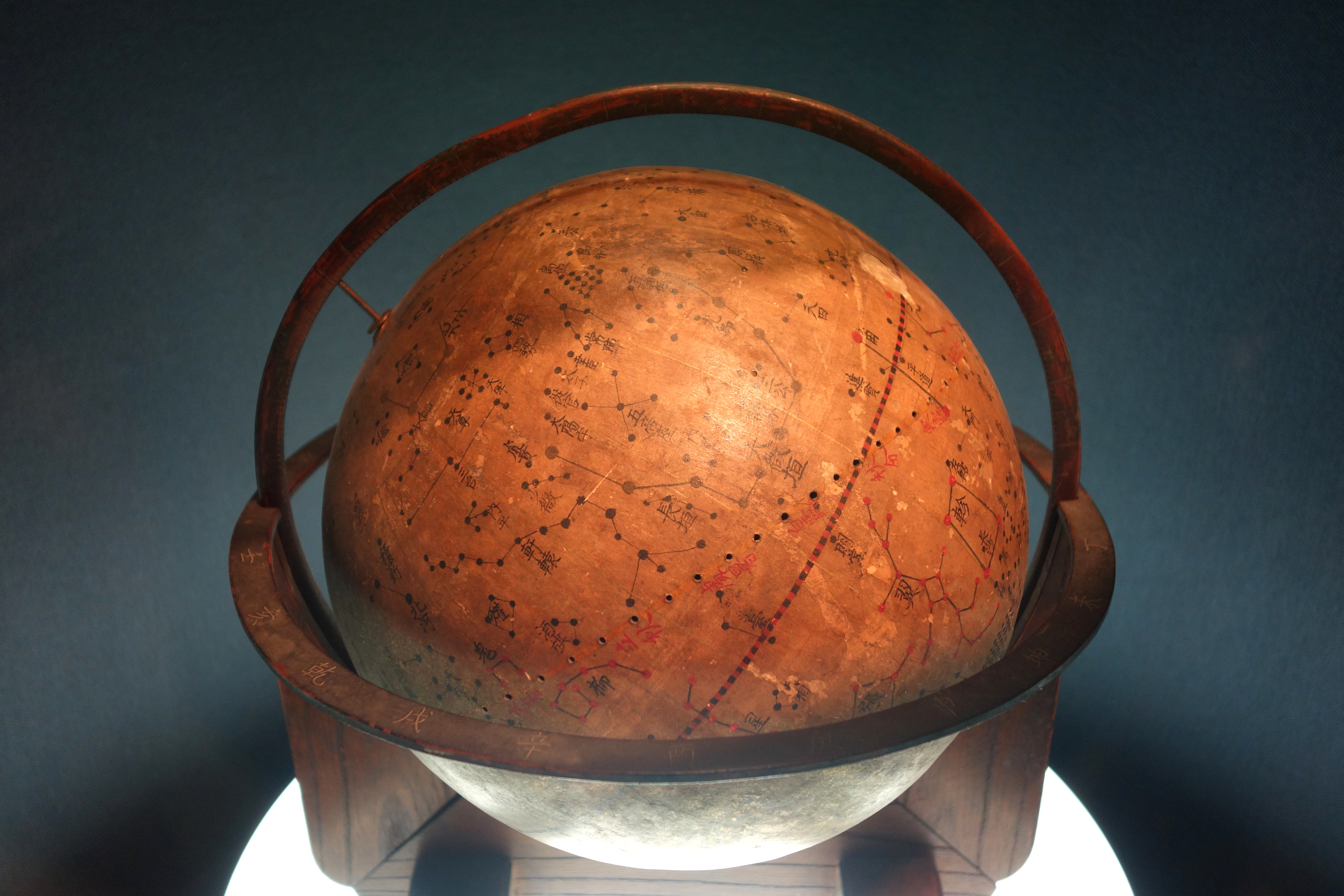
Un globe céleste exposé à Tokyo en 2013.

Un globe céleste est une sphère centrée sur la Terre, sur laquelle est dessinée une carte du ciel. Un globe céleste a été conçu par Gérard  Mercator en 1542.
Il ne doit pas être confondu avec une sphère armillaire qui est une modélisation de la sphère céleste.

## Histoire des globes célestes

### L'antiquité et les premiers globes célestes
Depuis les prémices de notre civilisation, l'humanité a observé les étoiles pour s'orienter, comprendre le monde et prévoir les cycles saisonniers. C'est dans ce contexte que le globe céleste est apparu. Au cours de l'Antiquité, de tels globes étaient fabriqués, bien qu'ils fussent moins précis qu'aujourd'hui, ils saisissaient néanmoins la quintessence du cosmos. Les premiers exemplaires de ces objets nous viennent de la Grèce antique, faits de métal, ils représentaient les constellations et étaient souvent ornés de manière élégante, reflétant la splendeur du ciel nocturne.

### L'évolution du globe céleste au Moyen Âge
Le Moyen Âge a conféré une nouvelle dimension au globe céleste, celui-ci illustrait désormais l'idée d'un cosmos ordonné par une puissance divine. Néanmoins, l'astronomie n'a pas été délaissée, des moines, tels que ceux de l'Ordre de Saint-Benoît, ont poursuivi l'étude des étoiles. Par ailleurs, l'islam a joué un rôle essentiel dans le développement des globes célestes. Les savants musulmans ont apporté des améliorations notables à ces instruments, les utilisant pour la navigation, l'astrologie et le calcul des heures de prière. L'astronome du Xe siècle, Al-Sufi, a laissé une empreinte indélébile dans la culture islamique par son travail, "Le Livre des Constellations", fusionnant les traditions astronomiques grecques, ptolémaïques, arabes et bédouines.

### La Renaissance et le globe céleste de Mercator
La Renaissance a constitué une période charnière pour l'astronomie, et le globe céleste a bénéficié de ce foisonnement de découvertes. Gérard Mercator, un cartographe renommé, a marqué l'époque en créant en 1541 un globe céleste d'une précision sans précédent, influençant ainsi les générations futures de créateurs de globes.

### L'Incident du Globe Céleste à l'Exposition Universelle de 1900
L'Exposition Universelle de 1900 à Paris a été le théâtre d'un événement notable concernant le globe céleste. Un globe monumental de 45 mètres de diamètre, représentant constellations et signes du zodiaque, fut installé près de la Tour Eiffel. Ce globe géant offrait aux visiteurs l'opportunité d'entrer à l'intérieur, où une représentation de la Terre permettait d'admirer une voûte céleste gigantesque. Toutefois, cet événement spectaculaire fut assombri par une tragédie. Peu après l'inauguration du globe, la passerelle y menant s'effondra, causant la mort de neuf personnes et blessant de nombreux autres. L'accident fut attribué à la première utilisation du béton armé, matériel utilisé pour la construction de la passerelle.

### Le globe céleste à l'ère moderne

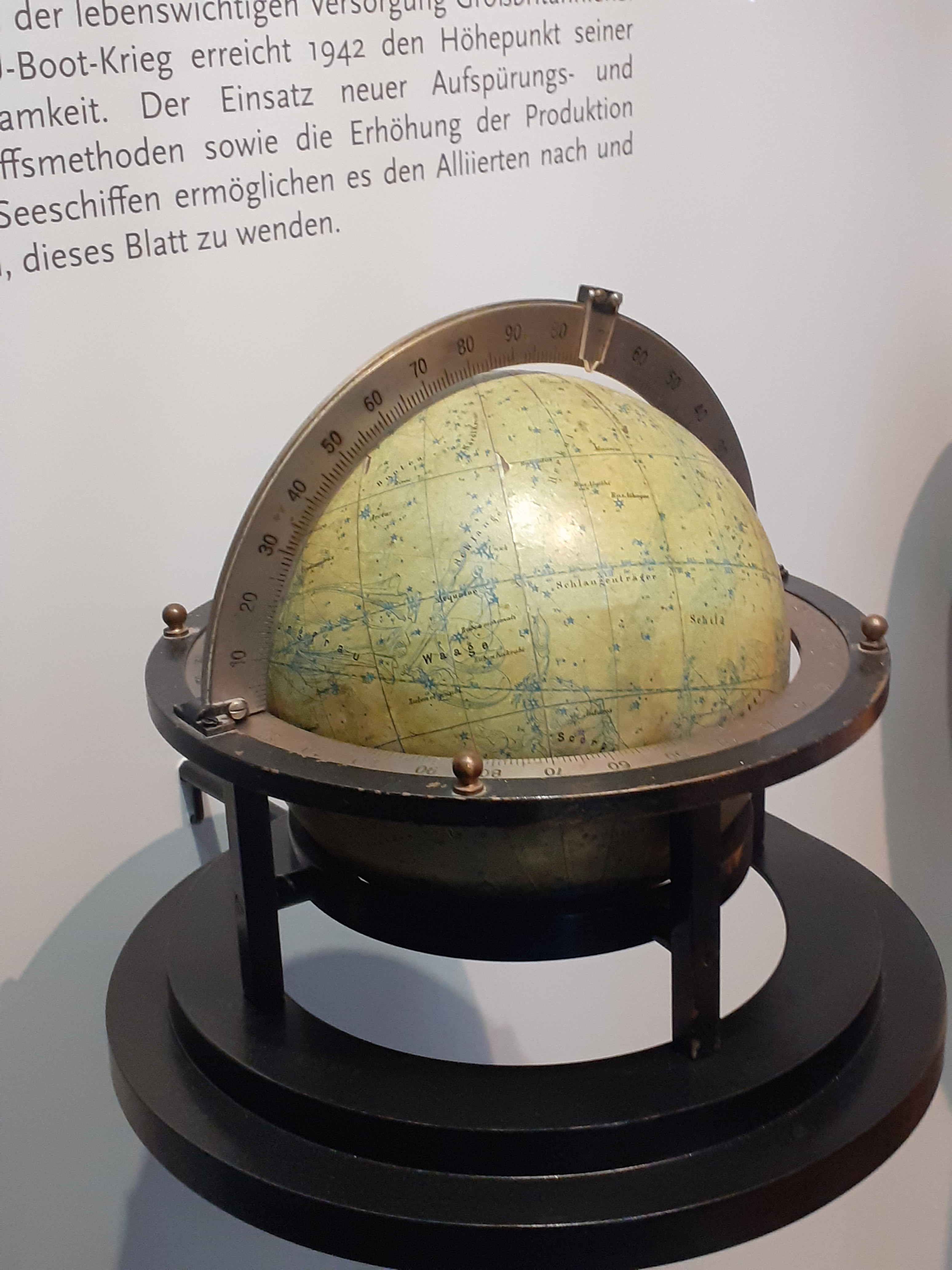
Un globe céleste ayant servi aux sous-mariniers de la Seconde Guerre mondiale.

Au fil des siècles, le globe céleste a conservé son rôle important, servant de guide pour les navigateurs, d'outil pédagogique pour les étudiants en astronomie, et de décoration luxueuse dans les bibliothèques et les cabinets de curiosités. Avec l'évolution des technologies et l'amélioration de notre compréhension du cosmos, les globes célestes ont gagné en précision et en détail, devenant des outils scientifiques de plus en plus précis et utiles.
L'époque contemporaine a vu l'apparition de globes célestes numériques et interactifs, qui permettent aux utilisateurs d'explorer l'espace de manière plus détaillée et personnalisée que jamais. Ces nouvelles versions de globes célestes continuent de faire écho à leur riche héritage historique, tout en incorporant les dernières découvertes et technologies astronomiques.